# Metallsmalbi
Metallsmalbi (Lasioglossum morio) är en biart som först beskrevs av Fabricius 1793.  Metallsmalbi ingår i släktet smalbin och familjen vägbin.

## Beskrivning
Ett slankt bi med grönt metallglänsande huvud och mellankropp. Clypeus (munskölden) och pannan buktar ut. Antennerna är gula undertill, tydligast hos hanen. Han har även en blekgul spets på munskölden, svart överläpp och bruna käkar, vita hårband på tergit 2 till 4, samt korta hår på sternit 2 och 3. Honans bakkroppsbehåring är klart mindre, och består bara av vita hårfält på sidorna av tergit 2 och 3. Arten är liten, med en kroppslängd av 5 till 6 mm.

## Ekologi
Arten är generalist bäde vad gäller livsmiljö och föda: Den förekommer i skilda habitat som parker, trädgårdar, vägrenar, gräsmarker på kalkstens- och kritgrund samt ruderat.. Pollen hämtar den från blommande växter ur flera familjer, som korgblommiga växter, korsblommiga växter, strävbladiga växter, klockväxter, nejlikväxter, vindeväxter, johannesörtsväxter, fackelblomsväxter, ranunkelväxter och rosväxter. För nektar är urvalet familjer ännu större, korgblommiga växter, korsblommiga växter, flockblommiga växter, klockväxter, nejlikväxter, rosväxter, videväxter, brakvedsväxter, ranunkelväxter, näveväxter, väddväxter, araliaväxter, snyltrotsväxter, lejongapsväxter, viveväxter, fetbladsväxter, resedaväxter och klockväxter

### Fortplantning
Metallsmalbiet är, åtminstone i de södra delarna av utbredningsområdet, möjligen även södra Sverige, ett primitivt eusocialt bi, där en del icke-fertila döttrar till den grundläggande honan (drottningen) agerar som arbetare och hjälper till med skötseln av sina syskon. Bona anläggs ofta i stora kolonier tillsammans med andra bon från samma art på plan, naken mark, och med en liten jordhög kring boöppningen. Även murbruksfogar i väggar kan tjäna som bosubstrat. Det förekommer att bona parasiteras av blodbina pannblodbi, svartblodbi, småblodbi och gökbiet Nomada furva som lägger ägg i metallsmalbiets bo. Blodbihonorna förstör värdägget eller de nykläckta värdlarverna redan vid äggläggningen, medan gökbiets larver själva dödar värdäggen eller värdlarverna. För båda typerna av parasiter lever larverna därefter av den insamlade näringen..

## Utbredning
Utbredningsområdet sträcker sig från Iberiska halvön och Azorerna i söder till Grekland och Kaukasus österut, samt västerut till England och Wales, och norrut till Fennoskandien.
I Sverige är arten mycket vanlig i södra delarna av landet upp till Ångermanland, med ett fynd så långt norrut som i närheten av Luleå.
I Finland finns metallsmalbiet bara på Åland, undantaget ett fynd 1975 i Ruokolax i Södra Karelen.

## Status
Globalt är arten inte hotad, utan klassificerad som livskraftig ("LC") av IUCN.
Enligt den finländska rödlistan är arten nära hotad ("NT") i Finland.
Arten är klassificerad som livskraftig i Sverige av Artdatabanken.